# Джейд Гоппер
Джейд Гоппер (англ. Jade Hopper; нар. 13 липня 1991) — колишня австралійська тенісистка.
Найвищу одиночну позицію світового рейтингу — 448 місце досягла 31 січня 2011, парну — 174 місце — 14 лютого 2011 року.
Здобула 4 парні титули туру ITF.
Завершила кар'єру 2011 року.

## Фінали ITF
| турніри $100,000 |
| турніри $75,000  |
| турніри $50,000  |
| турніри $25,000  |
| турніри $10,000  |

### Фінали в одиночному розряді: 1 (0–1)
| Результат | Ранг | Дата          | Турнір               | Покриття | Суперниця   | Рахунок  |
| --------- | ---- | ------------- | -------------------- | -------- | ----------- | -------- |
| Поразка   | 1.   | 2 серпня 2010 | Газіантеп, Туреччина | Тверде   | Пемра Озген | 4–6, 4–6 |

### Парний розряд: 12 (4–8)
| турніри $100,000 |
| турніри $75,000  |
| турніри $50,000  |
| турніри $25,000  |
| турніри $10,000  |

| Результат | Ранг | Дата              | Турнір                    | Покриття | Партнерка          | Суперниці                                 | Рахунок                |
| --------- | ---- | ----------------- | ------------------------- | -------- | ------------------ | ----------------------------------------- | ---------------------- |
| Перемога  | 1.   | 30 червня 2008    | Дамаск, Сирія             | Тверде   | Ейлюль Бенлі       | Шивіка Бурман Магалі де Латтре            | 6–1, 6–2               |
| Поразка   | 2.   | 5 жовтня 2008     | Мітилена, Греція          | Тверде   | Ейріні Георгату    | Рената Бакієва Діана Марцинкевич          | 1–6, 3–6               |
| Перемога  | 3.   | 11 липня 2009     | Газіантеп, Туреччина      | Тверде   | Нігіна Абдураїмова | Діана Марцинкевич Юліана Уманець          | 6–3, 6–7(6–8), [13–11] |
| Поразка   | 4.   | 10 Сер 2009       | Таллінн, Естонія          | Тверде   | Ліза Маршалл       | Ганна Орлик Діана Марцинкевич             | 1–6, 6–0, [7–10]       |
| Поразка   | 5.   | 15 лютого 2008    | Мілдьюра, Австралія       | Трава    | Ярміла Вулф        | Кейсі Деллаква Джессіка Мор               | 2–6, 6–7(3–7)          |
| Поразка   | 6.   | 13 червня 2010    | Амаранте, Португалія      | Тверде   | Магалі де Латтре   | Мелані Глорія Даніела Муньос Галлегос     | 4–6, 2–6               |
| Перемога  | 7.   | 13 Лип 2010       | Касерес (Іспанія)         | Тверде   | Вікторія Ларр'єр   | Хеорхіна Гарсія-Перес Кім-Алісе Ґрайдек   | 7–5, 6–4               |
| Перемога  | 8.   | 19 Лип 2010       | Ла-Корунья, Іспанія       | Тверде   | Вікторія Ларр'єр   | Летісія Еостас-Морейра Інес Феррер Суарес | 7–6(8–6), 6–1          |
| Поразка   | 9.   | 2 серпня 2010     | Газіантеп, Туреччина      | Тверде   | Даніела Сківетті   | Фатіма Ан-Набхані Магалі де Латтре        | 3–6, 2–6               |
| Поразка   | 10.  | 15 листопада 2010 | Веллінгтон, Нова Зеландія | Тверде   | Ярміла Вулф        | Тімеа Бабош Теммі Петтерсон               | 3–6, 2–6               |
| Поразка   | 11.  | 22 листопада 2010 | Траралґон, Австралія      | Тверде   | Ярміла Вулф        | Тімеа Бабош Мелані Саут                   | 3–6, 2–6               |
| Поразка   | 12.  | 29 листопада 2010 | Бендіго, Австралія        | Тверде   | Ярміла Вулф        | Тімеа Бабош Мелані Саут                   | 3–6, 2–6               |